# The Next Step (James Brown)
The Next Step è un album in studio del cantante statunitense James Brown, pubblicato nel 2002. Si tratta dell'ultimo disco prima della morte dell'artista, avvenuta nel 2006.

## Tracce
1. Automatic – 3:50
2. Send Her Back to Me – 3:20
3. Motivation – 3:41
4. Sunshine – 4:03
5. Nothing But a Jam – 4:03
6. Baby You've Got What It Takes – 4:03
7. It's Time – 3:23
8. Why Did This Happen to Me – 4:21
9. Good and Natural – 5:10
10. Killing Is Out, School Is In – 2:46